# Irinjalakuda
Irinjalakuda là một thành phố và khu đô thị của quận Thrissur thuộc bang Kerala, Ấn Độ.

## Địa lý
Irinjalakuda có vị trí 10°20′B 76°14′Đ / 10,33°B 76,23°Đ Nó có độ cao trung bình là 39 mét (127 feet).

## Nhân khẩu
Theo điều tra dân số năm 2001 của Ấn Độ, Irinjalakuda có dân số 28.873 người. Phái nam chiếm 48% tổng số dân và phái nữ chiếm 52%. Irinjalakuda có tỷ lệ 87% biết đọc biết viết, cao hơn tỷ lệ trung bình toàn quốc là 59,5%: tỷ lệ cho phái nam là 88%, và tỷ lệ cho phái nữ là 86%. Tại Irinjalakuda, 10% dân số nhỏ hơn 6 tuổi.